# 洛恩达
洛恩达（Londa），是印度卡纳塔克邦Belgaum县的一个城镇。总人口6276（2001年）。

## 人口
该地2001年总人口6276人，其中男性3188人，女性3088人；0—6岁人口683人，其中男361人，女322人；识字率71.54%，其中男性为79.67%，女性为63.15%。